# Holubinka lesklá
Holubinka lesklá (Russula nitida) je jedlá houba z čeledi holubinkovitých.

## Synonyma
- Russula nitida (Pers.:Fr.) Fr

## Výskyt
Holubinka lesklá roste především ve smíšených lesích s hojným zastoupením bříz. Nalézt ji lze od července do září.

## Rozšíření
Holubinka lesklá je druhem rozšířeným téměř po celé severní polokouli. na severu zasahuje areál jejího rozšíření až do subpolární zóně, na jihu až k mediteránní. Lze ji nalézt na Kavkaze, na Sibiři či ruském Dálném východě, v severní Asii, v Severní Americe (Kanada, USA) a Grónsku. V Evropě je rozšířena od Francie, Nizozemska a Velké Británie na západě po Bělorusko na východě. Na severu Evropy se vyskytuje po celé Fennoskandinávii až k Laponsku, v jižní Evropě jsou místa jejího výskytu rozšířena ostrůvkovitě.

Rozšíření holubinky lesklé v Evropě, státy s běžným výskytem vyznačeny zeleně, státy bez dat světle šedě